# Comps-la-Grand-Ville
Comps-la-Grand-Ville är en kommun i departementet Aveyron i regionen Occitanien i södra Frankrike. Kommunen ligger  i kantonen Cassagnes-Bégonhès som ligger i arrondissementet Rodez. År 2022 hade Comps-la-Grand-Ville 637 invånare.

## Befolkningsutveckling
Antalet invånare i kommunen Comps-la-Grand-Ville
Referens: INSEE